# She・See・Sea
『She・See・Sea』（シー・シー・シー）は、鈴木雅之の7枚目のソロアルバム。

## 解説
- 3年半ぶりに小田和正から楽曲を提供された先行シングルでもある「夢のまた夢」を収録。
- CD初回生産のみ三方背BOX仕様。
- 収録曲「逃亡者」「底なしの海」を提供した安雲公亮は安部恭弘のペンネームである。
- 「第2ターミナル」は「渋谷で5時」に続く女性アーティスト・池内心とのデュエット曲となっている。
- 本作のジャケットや歌詞ブックレット、「夢のまた夢」のミュージック・ビデオはギリシャにて撮影された。
- 本作を携えた全国ツアー「taste of Martini'94〜'95 “She See Sea”」が全46公演（即日完売）にて開催された。

## 収録曲
| #         | タイトル                                               | 作詞       | 作曲      | 編曲      | 時間  |
| --------- | ------------------------------------------------------ | ---------- | --------- | --------- | ----- |
| 1.        | 「夢のまた夢」(関西テレビ系ドラマ『妊娠ですよ』主題歌) | 小田和正   | 小田和正  | 小田和正  | 4:40  |
| 2.        | 「逃亡者」                                             | 西尾佐栄子 | 安雲公亮  | 松本晃彦  | 5:16  |
| 3.        | 「そばにいて」                                         | 安藤秀樹   | 中崎英也  | 松本晃彦  | 5:41  |
| 4.        | 「違う、そうじゃない」                                 | 朝水彼方   | 中崎英也  | 中崎英也  | 4:04  |
| 5.        | 「どうしようもない」                                   | 朝水彼方   | 中崎英也  | 松本晃彦  | 5:33  |
| 6.        | 「第2ターミナル」                                      | 朝水彼方   | 鈴木雅之  | 有賀啓雄  | 5:17  |
| 7.        | 「底なしの海」                                         | 大木きつま | 安雲公亮  | 有賀啓雄  | 4:34  |
| 8.        | 「何も言わずに」                                       | 安藤秀樹   | 筒美京平  | 有賀啓雄  | 4:53  |
| 9.        | 「ここに地終わり 海始まる」                            | 大木きつま | 鈴木雅之  | 有賀啓雄  | 5:17  |
| 10.       | 「絶対離さない」                                       | 鈴木雅之   | 松尾清憲  | 松本晃彦  | 4:33  |
| 合計時間: | 合計時間:                                              | 合計時間:  | 合計時間: | 合計時間: | 49:48 |

## 演奏
- 鈴木雅之 (Martin)
  - Vocal
  - Background Vocals (#2-7.10)
- 小田和正：Keyboards, Background Vocals (#1)
- 佐橋佳幸：Electric Guitar (#1)
- 望月英樹：Programming (#1)
- 松本晃彦：Keyboards (#2.3.5.10)
- 鈴川真樹：Electric Guitar (#2.3.5.10)
- 美久月千晴：Electric Bass (#2)
- 中島オバヲ：Percussion (#2.10)
- 数原晋：Trumpet (#2)
- ジェイク・コンセプション：Saxophone (#2.3)
- 平内保夫：Trombone (#2)
- 大竹徹夫：Programming (#2.3.4.5.10 )
- 安部恭弘：Background Vocals, Chorus Arrangement (#2.6.7)
- Steffany
  - Additional Background Pretty Voice (#2)
  - Additional Background Sexy Voice (#5)
- AMAZONS：Background Vocals (#3.5.10)
- 中崎英也：Electric Guitar & Keyboards (#4)
- 藤原美穂、有賀啓雄：Background Vocals (#4)
- Emerald：Additional Background Sexy Voice (#5)
- 池内心：Vocal (#6)
- 有賀啓雄
  - Background Vocals (#4.6.8)
  - Electric Bass, Keyboards (#6.7.8.9)
- 小倉博和
  - Acoustic Guitar, Electric Guitar (#6)
  - Gut Guitar (#9)
- 山本拓夫
  - Baritone Saxophone (#6)
  - Flute (#9.10)
  - Saxophone (#10)
- 石川鉄男：Programming (#6.7.9)
- 宮田繁男：Drums (#7)
- 斎藤誠：Electric Guitar (#7)
- 三沢またろう：Percussion (#7)
- Greg Adams：Trumpet, Horn Arrangement (#7)
- Chuck Findley：Trumpet (#7)
- Emilio Castillo, David Mann：Saxophone (#7)
- Stephen Kupka：Baritone Saxophone (#7)
- Nick Lane：Trombone (#7)
- Suzie Katayama：Strings Arrangement, Conductor (#7)
- 林部直樹：Electric Guitar (#8)
- 浜口茂外也：Percussion (#8)
- 大石真理恵：Marimba (#8)
- 金原千恵子グループ：Strings (#8)
- 橋本茂昭：Programming (#8)
- 松田真人：Piano (#9)
- 荒川敏男：Trumpet (#10)
- 清岡太郎：Trombone (#10)